# Santa Matronilla
Santa Matronilla (... - Roma, inizi del IV secolo) è una santa venerata dalla Chiesa cattolica.

## Agiografia
Di questo personaggio si sa poco o nulla e la stessa Chiesa, come in altri casi, è cauta nel dare valore alla sua santità in mancanza di dati storici certi.
Le poche informazioni circa Matronilla ci sono fornite da una lapide, proveniente dalle catacombe dove fu rinvenuto il corpo e posta sull'altare dell'Addolorata della chiesa di Santa Maria Assunta, parrocchiale di Mogliano Veneto dove tuttora si conserva il corpo. Essa dice: MATRONILLE QUE VIXIT ANNOS XXX BENEMERENTI IN PACE in italiano "A Matronilla, che visse trent'anni facendo del bene, [riposa] in pace". I caratteri dell'epigrafe sono tipici del IV secolo, dunque si può ipotizzare che la morte della santa risalga alla grande persecuzione di Diocleziano. 
Di certo, ci si trova davanti ad una cristiana nota per le sue opere di bene. Più approfondite sono le tesi del cardinale Carlo Rezzonico e di altri suoi contemporanei, certo però prive di fondamenti storici.

## Culto
Il corpo della martire venne scoperto nelle catacombe dei santi Ciriaco e Lorenzo a Roma verso la fine del XVII secolo e fu donato (1783) dal cardinale Carlo Rezzonico all'amico Ignazio Testori, nobile di origine milanese. Il Testori lo trasferì nella cappella della sua villa a Mogliano Veneto e nel 1786 i resti furono portati nella chiesa di Santa Maria Assunta, parrocchiale del paese, dove tuttora riposano.